# Teatro Shubert
El Teatro Shubert (en inglés, Shubert Theatre) es un teatro de Broadway en 225 West 44th Street en el distrito de los teatros de Midtown Manhattan en la ciudad de Nueva York (Estados Unidos). Inaugurado en 1913, el teatro fue diseñado por Henry Beaumont Herts en estilo renacentista italiano y fue construido para los hermanos Shubert. Lee y J. J. Shubert habían nombrado el teatro en memoria de su hermano Sam S. Shubert, quien murió en un accidente varios años antes de la inauguración del teatro. Tiene 1502 asientos en tres niveles y es operado por The Shubert Organization. La fachada y partes del interior son hitos de la ciudad de Nueva York.
La fachada del Shubert está hecha de ladrillo y terracota, con decoraciones esgrafiadas diseñadas en estuco. Tres arcos miran al sur hacia la calle 44 y una esquina curva mira al este hacia Broadway. Al este, la fachada del callejón Shubert incluye puertas al vestíbulo y al escenario. El auditorio tiene un nivel de orquesta, dos balcones y un techo plano. El espacio está decorado con murales mitológicos por todas partes. Cerca del frente del auditorio, flanqueando el arco elíptico del proscenio, hay palcos al nivel del balcón. En los niveles superiores hay oficinas anteriormente ocupadas por los hermanos Shubert, y el escenario del norte se comparte con el Teatro Booth.
Los hermanos Shubert desarrollaron los teatros Booth y Shubert como sus primeros lugares en la cuadra. El Teatro Shubert se inauguró el 2 de octubre de 1913 con una reposición de Hamlet. El teatro ha albergado numerosos musicales de larga duración a lo largo de su historia, como Bells Are Ringing y Promises, Promises. Desde la década de 1970, el Shubert ha presentado relativamente pocos espectáculos, incluidas largas presentaciones de los musicales A Chorus Line, Crazy for You, Chicago, Spamalot, Memphis y Matilda the Musical.

## Sitio

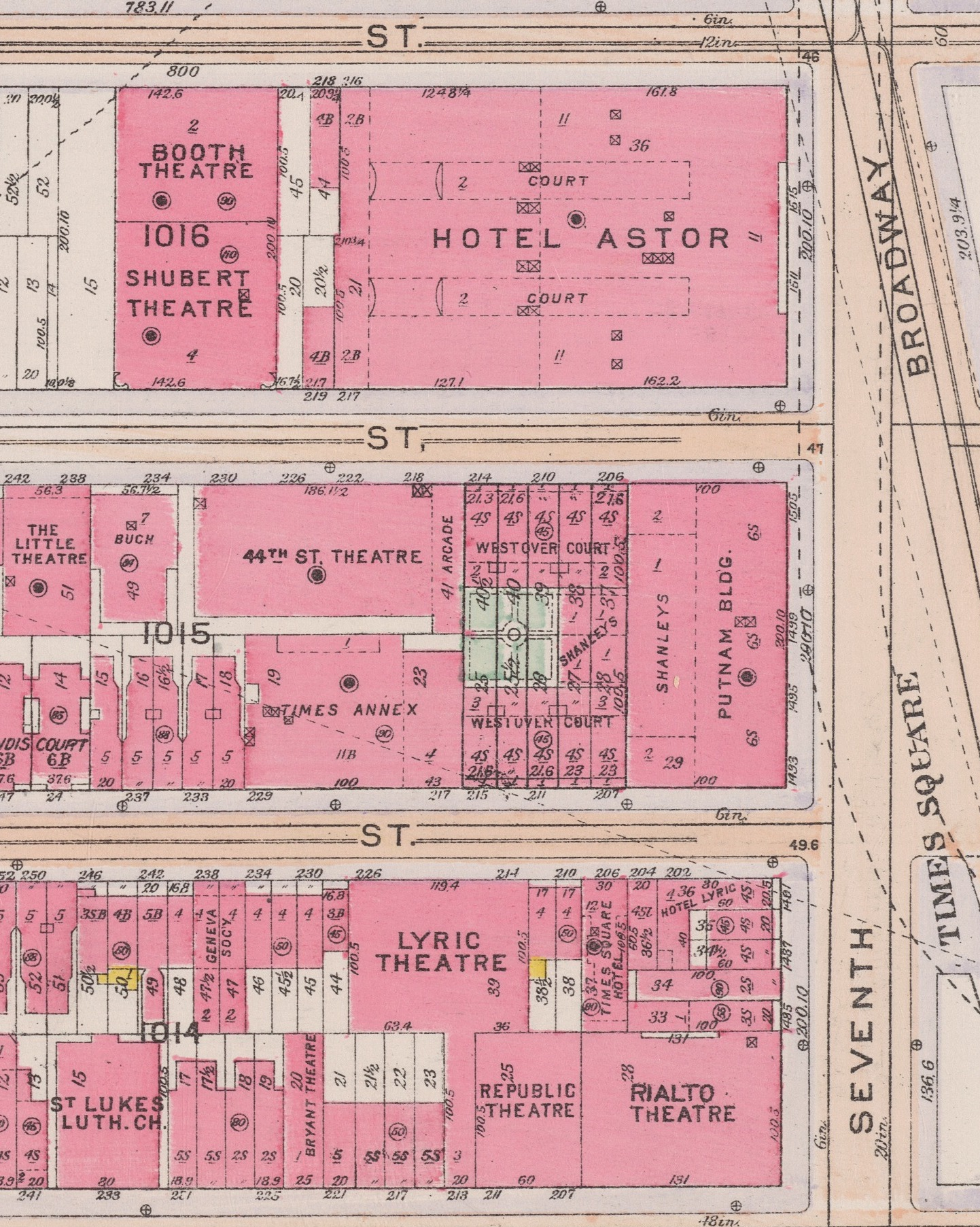
Dibujo del sitio del teatro en 1916. Los teatros Shubert y Booth están arriba a la izquierda.

El Teatro Shubert está en 225 West 44th Street, en la acera norte entre la Octava Avenida y la Séptima Avenida, cerca de Times Square en el distrito de los teatros de Midtown Manhattan en la ciudad de Nueva York. Comparte un lote de terreno con el Teatro Booth directamente al norte, aunque los teatros son edificios separados. El lote cubre 2351 m², con un frente de 38 m sobre las calles 44 y 45 y 61 m en el callejón Shubert al este. El edificio del Teatro Shubert ocupa 34 m de la fachada del callejón Shubert y unos 34 m de ancho en la calle 44.
El Shubert es parte de la mayor concentración de teatros de Broadway en un solo bloque. Colinda con otros seis teatros: el Majestic y Broadhurst al oeste; John Golden, Bernard B. Jacobs y Gerald Schoenfeld al noroeste; y el Booth al norte. Otras estructuras cercanas incluyen el Row NYC Hotel al oeste; el Teatro Music Box y el Teatro Imperial una cuadra al norte; One Astor Plaza al este; 1501 Broadway al sureste; el restaurante Sardi's al sur; y el Teatro Hayes y el Teatro St. James al suroeste. Los teatros Broadhurst, Schoenfeld (originalmente Plymouth), Booth y Shubert fueron desarrollados por los hermanos Shubert entre las calles 44 y 45, ocupando terrenos que antes pertenecían a la familia Astor. Los Shubert compraron el terreno debajo de los cuatro teatros de los Astor en 1948.
Los teatros Shubert y Booth se desarrollaron en conjunto y son los teatros más antiguos de la cuadra. El sitio fue ocupado anteriormente por varias casas en las calles 44 y 45. El callejón Shubert adyacente, construido junto con los teatros Shubert y Booth, era originalmente un edificio 4,6 m paso de escape de incendios. La presencia del callejón Shubert no solo permitió que los teatros cumplieran con las normas contra incendios sino que también permitió que las estructuras se diseñaran como lotes de esquina. Originalmente, los teatros daban al Hotel Astor, ahora la ubicación de One Astor Plaza, al otro lado del callejón. Otro callejón privado corre hacia el oeste, entre los teatros Booth/Shubert y Broadhurst/Schoenfeld. Broadhurst y Schoenfeld también se construyeron en pareja, ocupando terrenos sobrantes del desarrollo de Shubert y Booth; estos también están diseñados con esquinas curvas que dan a Broadway.

## Diseño
El Teatro Shubert fue diseñado por Henry Beaumont Herts y construido en 1913 para los hermanos Shubert. Herts era un arquitecto teatral experimentado y anteriormente había dirigido la firma de Herts & Tallant, que diseñó teatros como el Lyceum, el New Amsterdam y el Liberty. Los teatros Shubert y Booth están dentro de edificios separados y difieren en sus diseños interiores y funciones, aunque tienen áreas de escenario adyacentes cerca del centro del bloque. Shubert era la casa más grande, destinada a ser adecuada para musicales, y las oficinas de la familia Shubert se ubicaron sobre el auditorio allí. Por el contrario, el stand estaba destinado a ser más pequeño e íntimo. El Teatro Shubert es operado por la Organización Shubert.

### Fachada
Las fachadas de los dos teatros tienen una disposición similar, y están diseñadas en estilo renacentista italiano o estilo renacentista veneciano. Ambas estructuras tienen esquinas curvas que dan a Broadway, ya que la mayoría de los miembros de la audiencia llegaban a los teatros desde esa dirección. La fachada de Shubert está hecha de ladrillo blanco, colocado en unión de cruz inglesa, así como de terracota. Los ladrillos se colocan en hileras alternas de cabeceras (con sus lados cortos expuestos) y bastidores (con sus lados largos expuestos). Una fuente temprana describió las fachadas de los teatros como hechas de mármol blanco, con paneles de estuco y loza. La sección principal del teatro se eleva seis pisos y está rematada por una cornisa dentada. Sobre la cornisa hay un techo abuhardillado de chapa. Un crítico de la revista Architecture escribió que Herts había "descubierto un motivo excelente para una sola fachada", aunque "quizás hubiera sido más divertido" si los dos teatros hubieran tenido fachadas diferentes.
Según el New York Tribune, el uso de esgrafiados tallados a mano en los teatros para la decoración convirtió a Herts en "el primer hombre que utilizó esgrafiados para este propósito". El esgrafiado se utilizó debido a los códigos de construcción de la ciudad de Nueva York que impedían que las decoraciones se proyectaran más allá de los límites de su lote. Estas decoraciones eran de color gris claro, colocadas sobre un fondo gris púrpura. El esgrafiado de los dos teatros es uno de los pocos ejemplos de este tipo que quedan en la ciudad de Nueva York. Una fuente contemporánea dijo que las fachadas de los teatros estaban "libres de gran parte de los adornos llamativos que han hecho que algunos de los teatros recientes tengan una apariencia común".

#### Calle 44

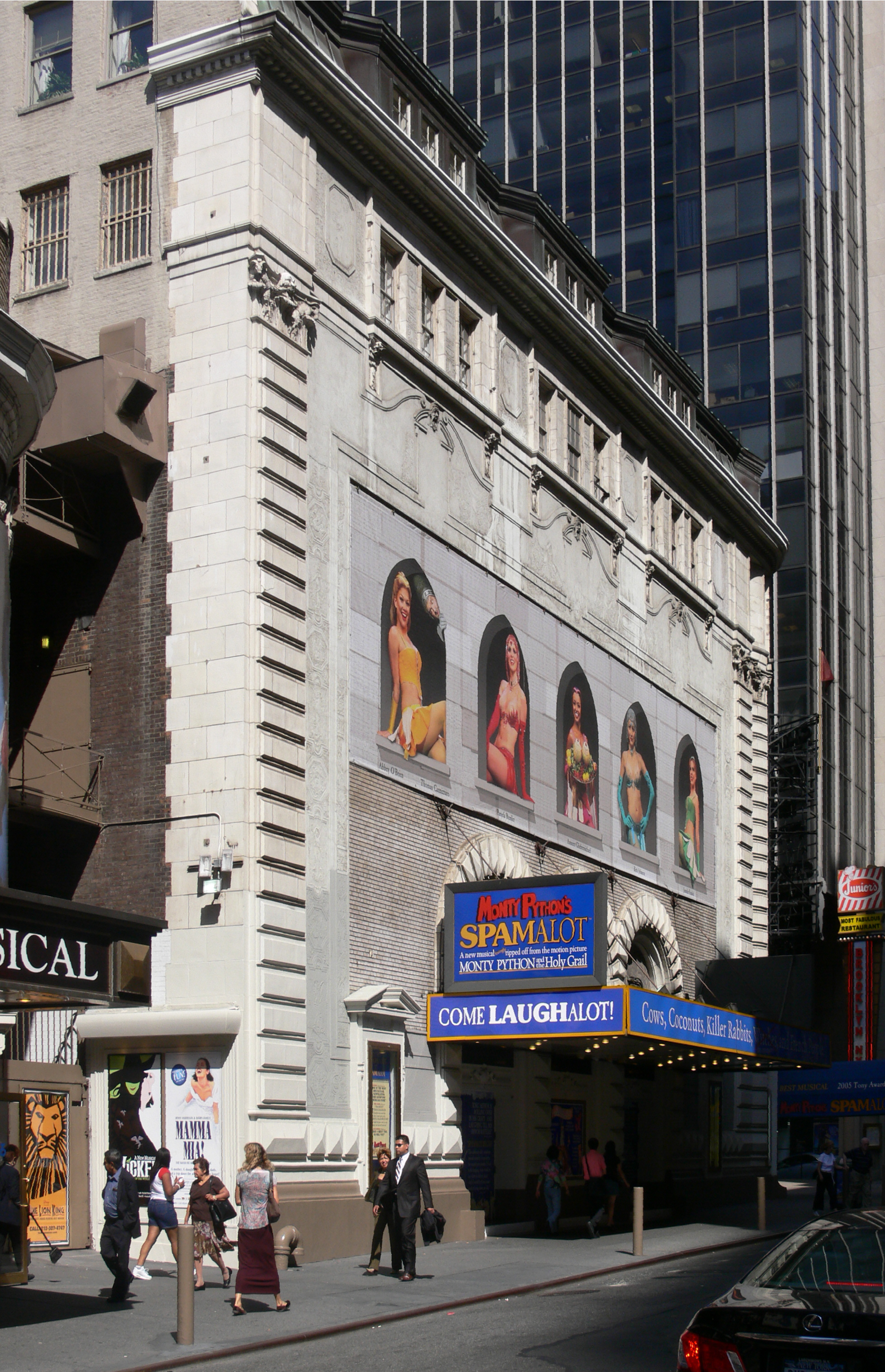
Fachada de la calle 44, 2007

A nivel del suelo, la elevación de la calle 44 tiene un nivel freático alto de piedra pintada, sobre el cual hay una banda con bloques rústicos de terracota. Hay tres arcos en el centro de la fachada, que proporcionan una salida de emergencia desde el vestíbulo. Cada arco originalmente contenía un par de puertas dobles de madera con paneles, pero desde entonces han sido reemplazadas por puertas de vidrio. A ambos lados de los arcos hay letreros rectangulares rematados por frontones triangulares. Dentro de los arcos sobre las puertas hay pinturas esgrafiadas, que representan figuras dentro de edículos. Estas pinturas están parcialmente oscurecidas por una marquesina moderna que está en voladizo desde la pared de arriba. Los arcos están rodeados de dovelas rústicas.
Sobre los arcos, la fachada del teatro está hecha de ladrillo. La sección de ladrillo de la fachada está rodeada por una banda de estuco con decoraciones esgrafiadas, que está pintada de blanco y tiene bajorrelieves de ornamentación foliada de estilo clásico. Fuera de esta banda de estuco hay otra banda esgrafiada, dividida en paneles que representan figuras femeninas y grifos. Los extremos izquierdo (oeste) y derecho (este) de la fachada tienen secuencias verticales de cantoneras de terracota; tienen capiteles de estilo corintio que están decorados con motivos de carneros, cabezas de leones y hojas de acanto. En la parte superior de la pared de ladrillo, la banda de esgrafiados artesonados se divide en tres secciones, cada una con un frontón curvo quebrado y tallas de mascarones. Sobre cada frontón hay un conjunto de ventanas triples en el sexto piso, rodeadas por un marco de terracota. Cada ventana triple tiene un alféizar de ventana, que se proyecta ligeramente hacia afuera y está sostenido por ménsulas que representan cabezas aladas. Paneles octogonales de terracota separan cada juego de ventanas triples. El techo abuhardillado tiene tres juegos de buhardillas en esta elevación.

#### Esquina sureste
Debido a la ubicación del teatro en la esquina de la calle 44 y el callejón Shubert, la esquina sureste de la fachada es curva. Esta sección de la esquina tiene una entrada en el centro, que tiene puertas de vidrio y metal; estos están protegidos por un dosel que se extiende hasta la acera en la calle 44. Hay pilastras de piedra a ambos lados de la entrada, que tienen cartelas y letreros. Sobre las puertas hay un frontón partido en forma de arco rebajado. El centro del frontón roto tiene un panel esgrafiado ovalado con volutas a los lados y una concha festoneada encima. El panel representa una figura que lleva un cartel con las palabras "Henry B. Herts, Architect 1913".
Una pared de ladrillos se eleva desde la entrada y un letrero está montado en la pared. El ladrillo está rodeado por una banda de estuco con decoración foliar esgrafiada, que conserva sus colores originales. Al igual que en la calle 44, hay crucetas verticales con capiteles corintios a izquierda y derecha. En la parte superior del muro de ladrillo hay un frontón roto, dentro del cual hay una máscara teatral y un escudo. Este frontón roto está rematado por un par de ventanas en el sexto piso, rodeadas por un marco de terracota. Las ventanas comparten un antepecho que sobresale ligeramente, sostenido por ménsulas que representan cabezas aladas.

#### Callejón Shubert

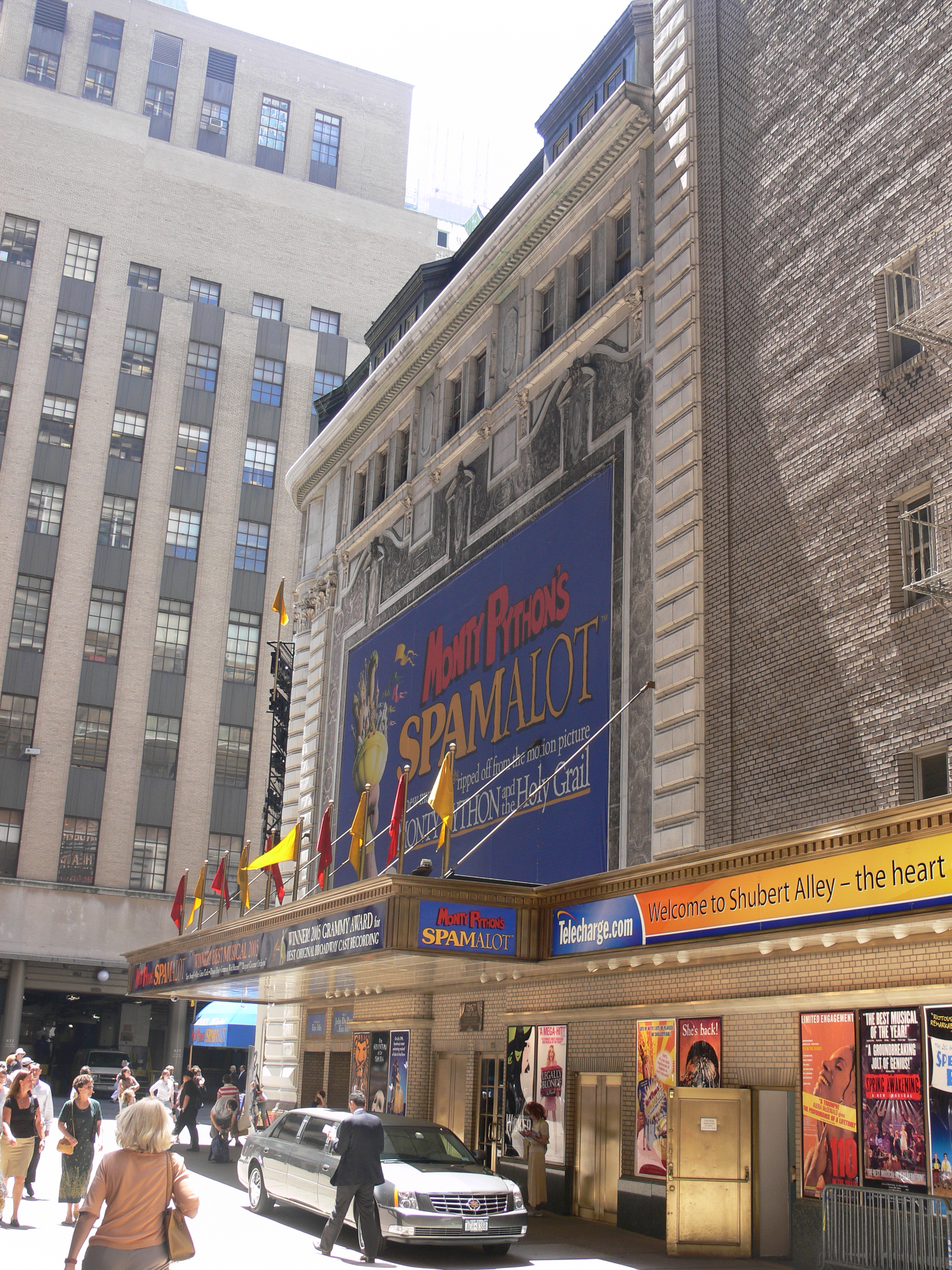
Fachada del callejón Shubert, 2007

En el callejón Shubert, la fachada se divide en el auditorio a la izquierda (sur) y el escenario a la derecha (norte). La sección del auditorio tiene tres juegos de puertas de vidrio y metal: dos del auditorio, a la izquierda, y uno que conduce a las oficinas del piso superior de los Shubert, a la derecha. Una marquesina de metal cuelga sobre estas puertas. Al igual que los alzados en la calle 44 y en la esquina sureste, el lado izquierdo de la fachada del auditorio tiene dintel vertical rematado por un capitel corintio. También similar a la elevación de la calle 44, hay una sección de pared de ladrillo sobre el primer piso, rodeada por una banda de esgrafiado de estuco con bajorrelieves y una banda de esgrafiado con paneles. En la parte superior de la pared de ladrillo hay tres frontones rotos y tres conjuntos de ventanas rodeadas por marcos de terracota. La principal diferencia con la elevación de la calle 44 es que el conjunto central de ventanas tiene dos aberturas en lugar de tres, y no hay buhardilla sobre las ventanas centrales.
La sección de la sala de escenarios, compartida con el Booth Theatre al norte, tiene un diseño más simple y está hecha principalmente de ladrillo en unión cruzada inglesa. La planta baja tiene portales, paneles metálicos y letreros. Una banda de quoins separa el teatro del auditorio Shubert a la izquierda y el Teatro Booth a la derecha. Los pisos segundo a cuarto tienen ventanas de guillotina uno sobre uno, mientras que el quinto piso tiene un escudo de terracota en el centro. La parte superior de la casa del escenario tiene un parapeto, sobre el cual hay un panel esgrafiado rodeado de ladrillos.

### Interior

#### Vestíbulo
El vestíbulo se compone de un espacio elíptico, al que se accede desde la esquina sureste del teatro, y un espacio rectangular, al que se accede desde dos de las puertas del callejón Shubert. En el lado norte están las taquillas, y en el oeste las puertas del auditorio. El espacio se describió en un principio como una elaborada sala de mármol verde a la que se accedía por pesadas puertas de roble. El suelo de baldosas de mosaico de mármol está decorado con motivos vegetales. En la parte superior de los muros hay un friso que representa ondas y garras, así como una cornisa con modillones. La sección rectangular del vestíbulo tiene un techo abovedado, que se divide en varias secciones mediante molduras. Hay un panel octogonal. rodeada de hojas de laurel, en el centro de la bóveda. La sección elíptica del vestíbulo tiene un techo abovedado decorado con molduras y hojas de laurel.

#### Sala

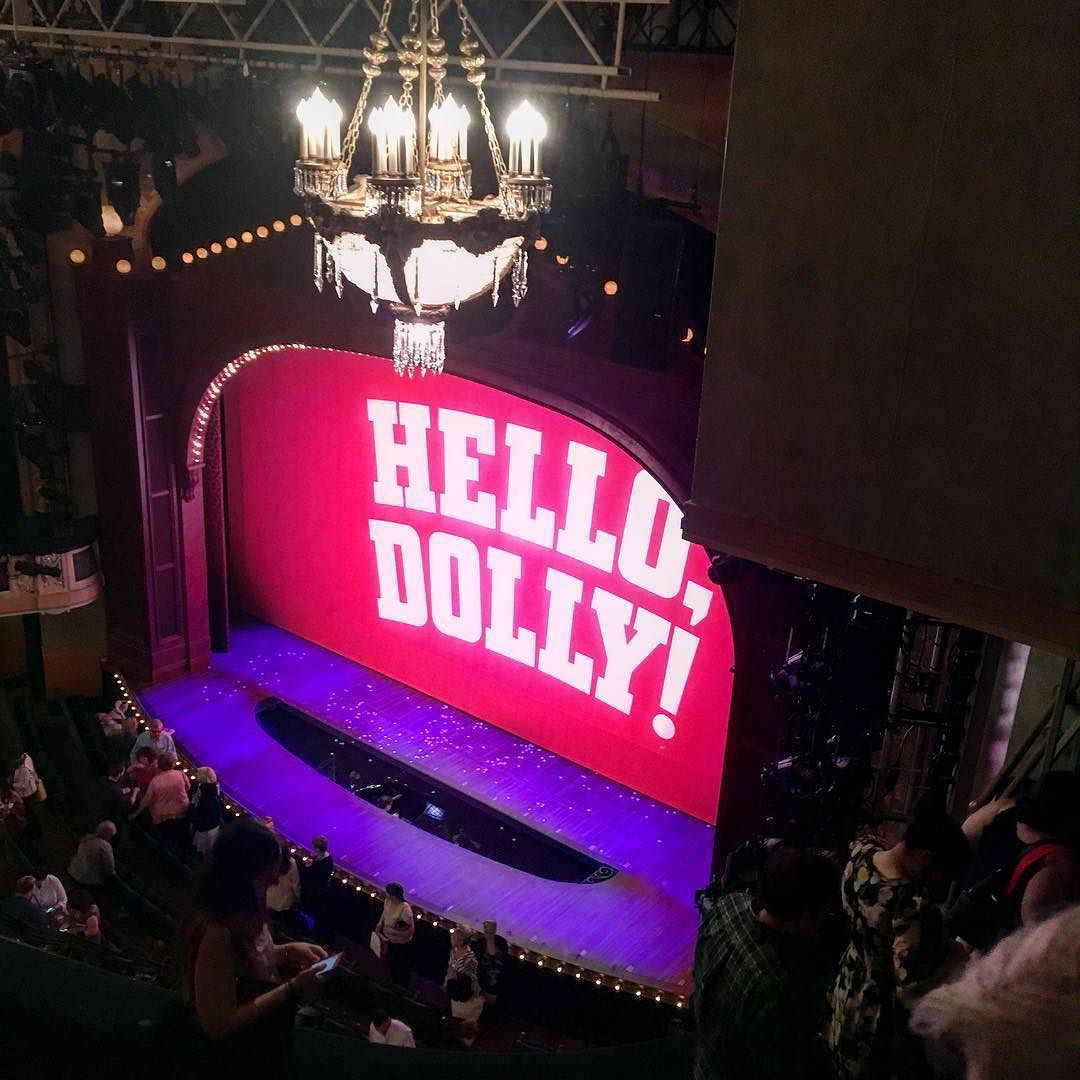
Vista desde el balcón hacia el escenario.

El auditorio tiene un nivel de orquesta, dos balcones, palcos y un escenario detrás del arco del proscenio. El auditorio es más ancho que profundo, y el espacio está diseñado con decoraciones de yeso en relieve. Según la Organización Shubert, el teatro tiene 1502 butacas; por su parte, The Broadway League da una cifra de 1460 asientos y Playbill cita 1435 asientos. Los asientos físicos se dividen en 700 en la orquesta, 410 en el entrepiso/primer palco, 350 en el segundo palco y 16 en los palcos. Hay 26 lugares para estar de pie, así como 28 asientos removibles en el foso de la orquesta. El teatro tiene baños en el sótano, entrepiso y balcón. El nivel de la orquesta es accesible para sillas de ruedas, pero los baños y otros niveles de asientos no lo son. El teatro originalmente tenía una capacidad de 1400 asientos.
The New York Times describió el esquema decorativo como originalmente "oro veneciano viejo, verde absenta y amatista". Los motivos mitológicos están muy presentes en el interior. J. Mortimer Lichtenauer pintó murales a lo largo de los palcos, el área sobre el arco del proscenio y el techo. Los murales tienen figuras con máscaras de inspiración minoica y renacentista, así como mujeres semidesnudas que representan música y teatro. Había veintiuna figuras; una publicación contemporánea dijo que los murales se habían completado en "poco menos de dos días". La revista Architecture citó el interior de Shubert como "bueno del diseño de interiores de teatro más aceptado", a pesar de no ser de "excelencia tan excepcional" como el Booth vecino.

##### Zonas de estar
El extremo trasero o sur de la orquesta tiene un paseo que mide 5 m de profundidad. Cuatro pilares, rematados por capiteles lisos, soportan el entresuelo y separan el paseo de la platea. La parte superior de las paredes del paseo de la orquesta tiene un friso con fénix y decoraciones foliadas; varios nichos con frontones arqueados se colocan dentro del friso. El techo es de bóveda de cañón, dividida en múltiples tramos por molduras; tiene un panel octogonal en el centro. También hay apliques de iluminación y una barandilla de pie en el paseo de la orquesta. Las escaleras en el paseo conducen al entrepiso y al balcón. El nivel de la orquesta está inclinado, descendiendo hacia un foso de orquesta frente al escenario. La orquesta tiene paredes laterales paneladas de yesería con revestimiento de tela, así como apliques de iluminación.
El entrepiso y el balcón están empinados. La parte trasera del entrepiso tiene un paseo, similar al de la orquesta. La parte inferior del entrepiso tiene molduras y foliaciones, que rodean murales que representan escenas clásicas. Frente al entrepiso y al balcón se encuentran paneles de yesería con guirnaldas y máscaras teatrales; la barandilla frontal del balcón está cubierta por cajas de luz. Las paredes laterales tanto del entrepiso como del balcón tienen paneles de yesería con revestimiento de tela; una cornisa poco profunda separa el entrepiso del balcón. Hay puertas en ambos niveles, sobre las cuales hay frisos con decoraciones de volutas. Dos de las puertas del balcón tienen paneles que representan guirnaldas y escudos. Un friso recorre el balcón, envolviendo los palcos y el proscenio. Hay una cabina técnica en la parte trasera del balcón.
A ambos lados del escenario hay una sección de pared abierta, que incluye un arco elíptico con una caja en el entrepiso. Se instalaron cajas similares en el nivel de la orquesta, pero desde entonces se han retirado. Las barandillas frontales de las cajas tienen motivos de vieiras y guirnaldas, mientras que la parte inferior está decorada con canecillos y paneles de hojas. Los arcos en sí mismos están en su mayoría llenos de paredes de yeso con paneles, con una puerta que conduce a cada caja. Las puertas tienen marcos de orejas, y la parte superior de las puertas tiene paneles rectangulares con lámparas. Los arcos están rodeados por bandas cóncavas con urnas y decoraciones foliares. Sobre estos arcos hay murales con guirnaldas, decoraciones de hojas y figuras femeninas, rodeadas por una banda de decoraciones de hojas. Las cajas estaban decoradas en "oro veneciano viejo", mientras que las pinturas de arriba eran predominantemente de color "verde absenta y amatista".

##### Otras características de diseño

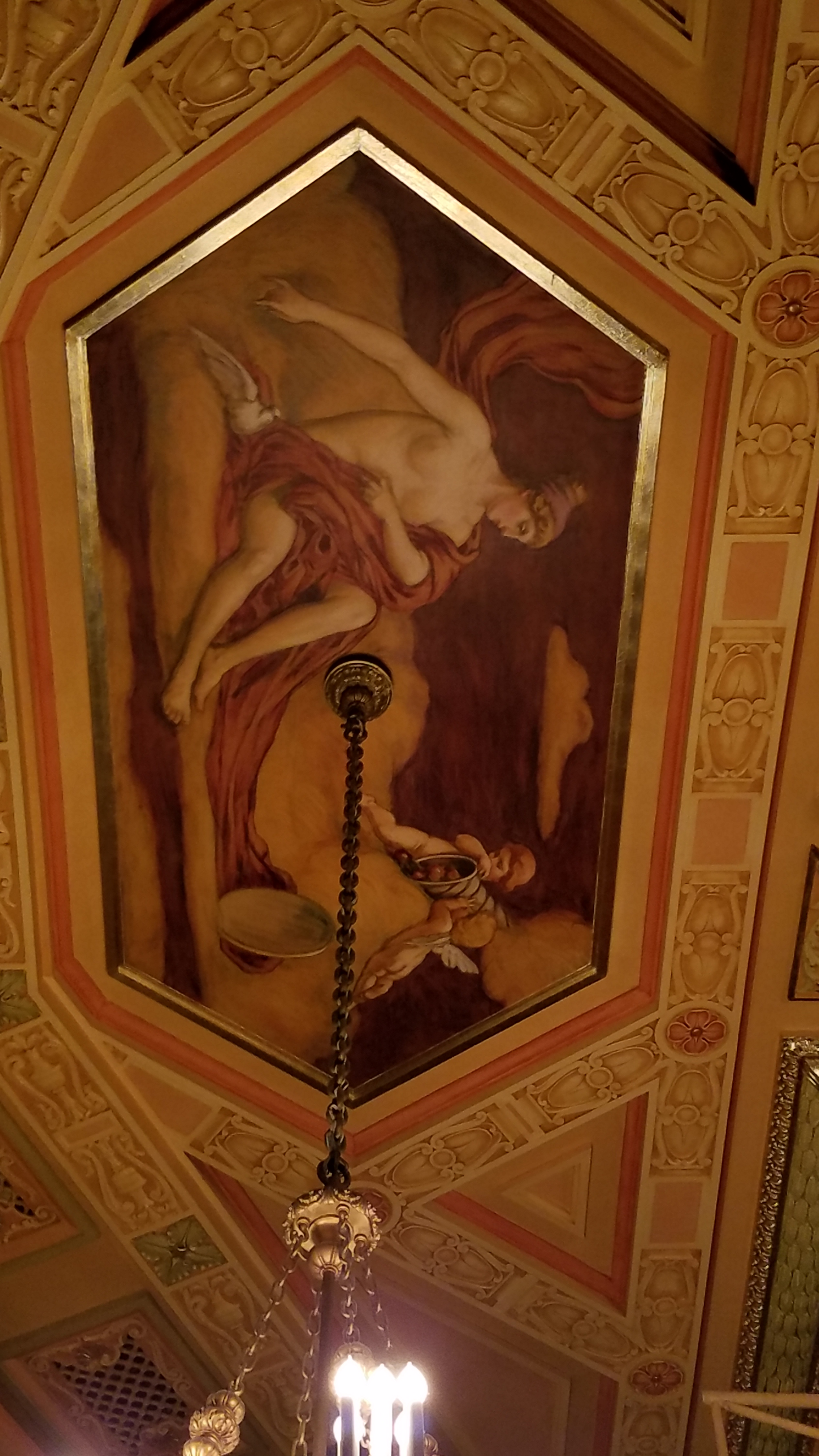
Detalle del techo

Junto a los palcos hay un arco de proscenio rebajado y rebajado. La sección de la bóveda tiene paneles octogonales, que están separados por motivos de abanico o por rayos de sol y decoraciones foliares. La apertura del proscenio mide unos 11,8 m de ancho y 8,7 m alto. Sobre el arco del proscenio hay un panel octogonal que tiene un mural. A ambos lados del mural hay representaciones femeninas de música y teatro, rodeadas por una banda de decoraciones foliadas. Un friso también corre sobre el proscenio; representa figuras femeninas alternando con escudos y figuras aladas. La profundidad del auditorio al proscenio es de 10,3 m, mientras que la profundidad al frente del escenario es de 11 m El escenario en sí fue descrito como de 11 m de profundidad y 24 m de ancho detrás del proscenio. La iluminación escénica estuvo controlada por una centralita, colocada en una terraza a un costado del escenario.
El techo plano tiene forma hexagonal, dividido en secciones por bandas moldeadas. Hay un panel cuadrado en el centro del techo, rodeado de paneles hexagonales que tienen murales. El panel central está dividido en secciones, con paneles más pequeños que rodean una sección cuadrada; el mural de la plaza central ha sido eliminado. Seis candelabros cuelgan del techo: dos sobre la orquesta y cuatro sobre el segundo balcón. El techo tiene salidas de aire acondicionado, así como una armadura suspendida.

#### Otros espacios interiores
Los camerinos están separados de los escenarios de cada teatro por un pesado muro ignífugo. Los dos teatros están separados entre sí por un 0,6 m pared. Una tienda de regalos llamada One Shubert Alley abrió entre los teatros Shubert y Booth en 1979, dentro de tres de los antiguos camerinos de Booth. Las salidas de emergencia de ambos teatros estaban compuestas por "torres a prueba de fuego y humo" en lugar de salidas de incendios exteriores.

##### Oficinas Shubert
Los dos pisos superiores fueron diseñados como oficinas para los Shubert. Lee Shubert tenía una oficina circular en el tercer piso, frente a la calle, que ocupó hasta su muerte en 1953. Su hermano menor, Jacob J. Shubert, también conocido como J. J., tenía una oficina de tres habitaciones en la parte trasera del tercer piso. Lee a menudo se refería a los pisos tercero y cuarto como "mis oficinas", lo que implica la posición subordinada de J. J. en la empresa. También había oficinas para directores de casting, secretarias y telefonistas; una cocina y comedor; un dormitorio; y un baño. Las oficinas de Shubert tenían una gran caja fuerte para guardar dinero, en la época en que la industria teatral operaba principalmente como un negocio de efectivo, aunque posteriormente se convirtió en un área de almacenamiento de bebidas. En 1926, cuando la relación de Lee y J. J. se volvió tensa, J. J. se mudó al restaurante Sardi's, mientras que Lee permaneció en lo alto del Teatro Shubert.
Después de la muerte de Lee, su oficina fue ocupada por su sobrino Milton Shubert, quien renunció en 1954 después de una amarga disputa con J. J. El bufete de abogados de Schoenfeld & Jacobs, encabezado por Gerald Schoenfeld y Bernard B. Jacobs, ocupó las oficinas del Teatro Shubert de forma gratuita en la década de 1970. Jacobs ocupó la suite de Lee Shubert hasta su muerte en 1996. Durante varias décadas, el productor Alexander H. Cohen también tuvo oficinas en el Teatro Shubert y fue conocido como el "tercer Shubert", a pesar de tener conflictos con Jacobs y Schoenfeld por el alquiler a mediados de la década de 1980. Para el centenario del teatro en 2013, el antiguo comedor de Lee se había dividido en oficinas para el presidente de Shubert, Robert E. Wankel, y el presidente Philip J. Smith.

## Historia
Times Square se convirtió en el epicentro de las producciones teatrales a gran escala entre 1900 y la Gran Depresión. El distrito de teatros de Manhattan había comenzado a cambiar de Union Square y Madison Square durante la primera década del siglo XX. Desde 1901 hasta 1920, se construyeron 43 teatros alrededor de Broadway en Midtown Manhattan, incluido el Shubert. El lugar fue desarrollado por los hermanos Shubert de Syracuse quienes se expandieron hacia la ciudad de Nueva York en la primera década del siglo XX. Después de que Sam S. Shubert muriera en un accidente ferroviario en 1905, sus hermanos Lee y J. J. ampliaron significativamente sus operaciones teatrales. Sam tenía 26 años en el momento de su muerte. Sus hermanos decidieron construir cinco teatros en los Estados Unidos en su honor, todos llamados Sam S. Shubert Memorial Theatre. Los Shubert luego eliminaron la palabra "memorial" de los nombres de estos teatros, citando la "connotación desagradable" de la palabra.

### Desarrollo y primeros años

#### Construcción

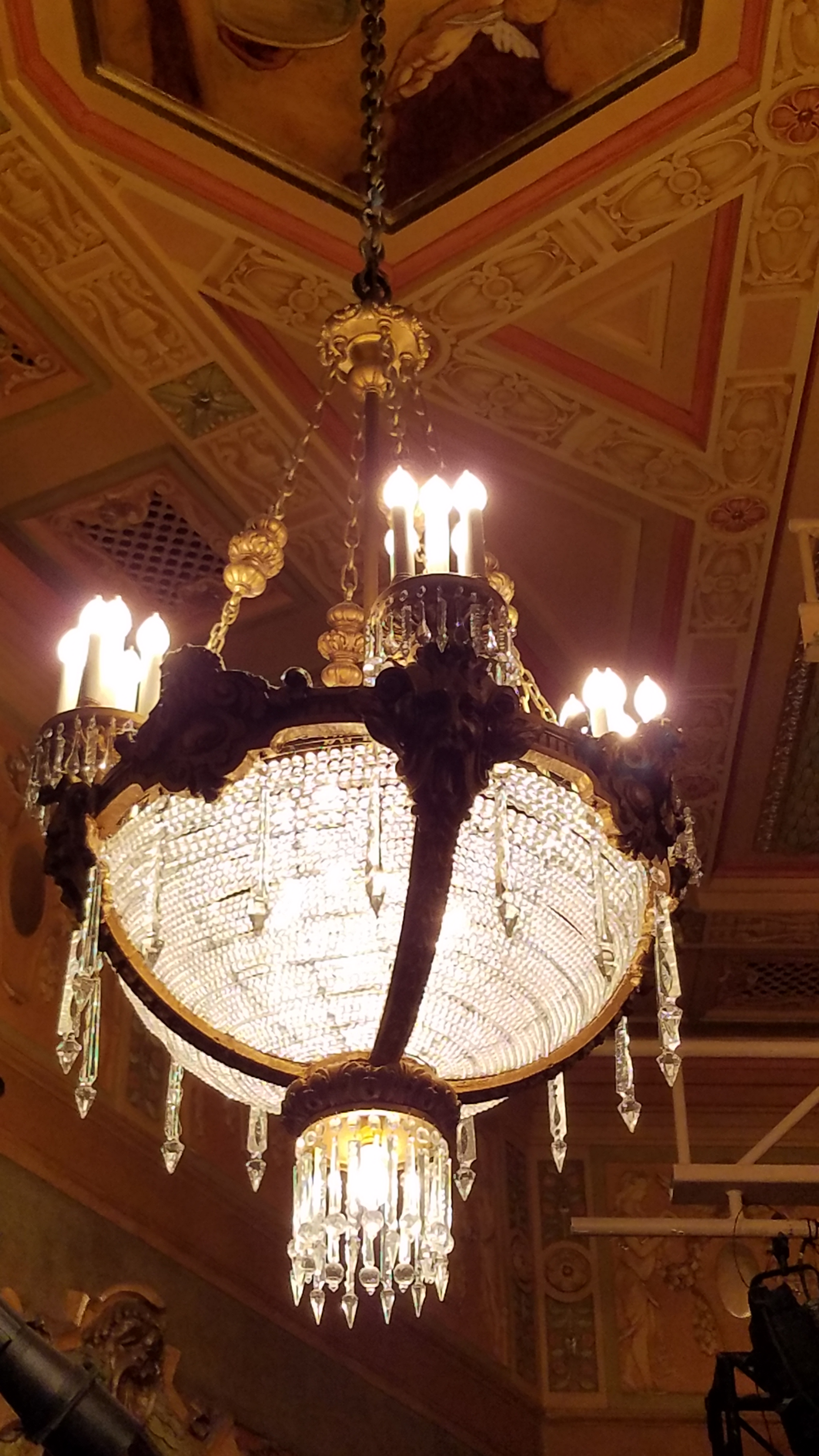
Detalle de un candelabro en el teatro.

Mientras los Shubert estaban desarrollando teatros a principios de la década de 1910, el productor teatral Winthrop Ames planeaba construir un reemplazo para el New Theatre. Aunque el New se completó en 1909, Ames y los fundadores del teatro consideraron que el lugar, en el Upper West Side, era demasiado grande y estaba demasiado lejos de Times Square. Los fundadores del New Theatre adquirieron varios edificios en 219–225 West 44th Street y 218–230 West 45th Street en marzo de 1911, para la construcción de un "nuevo New Theatre" allí. El teatro habría contenido un callejón privado al este. El proyecto se canceló en diciembre de 1911, después de que se despejó el sitio, cuando Ames anunció que construiría el Little Theatre (ahora Hayes Theatre) en la calle 44. Los fundadores del New Theatre mencionaron la dificultad de encontrar un director para el nuevo New Theatre, así como la posible competencia con Ames's Little Theatre.
En abril de 1912, Winthrop Ames y Lee Shubert decidieron arrendar el sitio del nuevo New Theatre a la familia Astor. Se construirían dos teatros en el sitio, junto con un callejón privado al este. El teatro de Shubert sería el más grande de los lugares, estaría en la calle 44, mientras que el teatro de Ames estaría en la calle 45 y tendría una capacidad de asientos más pequeña. El teatro más grande se conocía como Sam S. Shubert Theatre, en memoria del difunto hermano de Lee, mientras que el más pequeño recibió su nombre del actor Edwin Booth.
Los documentos indican que se consultó a varios arquitectos para el diseño de los teatros, incluido Clarence H. Blackall, antes de que los Shubert contrataran a Henry B. Herts para el trabajo. También se planeó un "palacio de hielo" en el sitio que ahora ocupan los teatros Broadhurst y Schoenfeld. El trabajo en los dos teatros comenzó en mayo de 1912. Al mes siguiente, se retiró la solicitud de nueva construcción para el New Theatre (que se había presentado en 1911) y se presentaron dos solicitudes de nueva construcción para los teatros de Shubert y Ames. Herts comenzó a aceptar ofertas para contratistas de construcción en julio y Fleischmann Bros. La compañía fue seleccionada el mes siguiente para construir los dos nuevos teatros. El proyecto encontró varios retrasos y disputas sobre los costos. Los documentos indican que Fleischmann Bros. había expresado su preocupación por los dibujos imprecisos y despidió a varios trabajadores. Se produjeron más retrasos cuando Ames solicitó varios cambios en el diseño de Booth a mediados de 1912; Herts dijo que esto requeriría que los planes se rehicieran por completo, mientras que J. J. Shubert creía que los cambios eran superficiales. Fleischmann Bros. advirtió que los retrasos podrían retrasar aún más el proyecto, ya que el adorno de esgrafiado no se podía instalar durante el invierno.

#### Apertura y producciones iniciales
En agosto de 1913, el actor británico Johnston Forbes-Robertson y su esposa Gertrude Elliott habían anunciado sus planes para abrir el nuevo Teatro Shubert con una temporada de obras de repertorio. El New York Tribune informó que la aparición de Forbes-Robertson "establecería un precedente dramático del más alto nivel". El primer evento en el nuevo Teatro Shubert fue una recepción para Forbes-Robertson el 29 de septiembre de 1913, con discursos de Julia Marlowe, Augustus Thomas y DeWolf Hopper. Tres días después, el 2 de octubre, el teatro se inauguró oficialmente con una reposición de Hamlet, protagonizada por Forbes-Robertson. Esto coincidió con la apertura del callejón Shubert, que se utilizó por primera vez durante el intermedio de Hamlet. En la inauguración del teatro, Lee Shubert dijo: "Al usar para este nuevo teatro el nombre de Sam S. Shubert, lo consagramos de la manera más solemne que conocemos". En ese momento, solo había otros dos teatros en los bloques circundantes: el Little Theatre y el ahora demolido Weber and Fields' Music Hall.
Las producciones de Forbes-Robertson Repertory Company incluyeron obras de Shakespeare, así como otras obras como la obra de George Bernard Shaw César y Cleopatra. La primera producción original en el Shubert fue la obra de Percy MacKaye A Thousand Years Ago, que se estrenó en enero de 1914. Luego vino el primer musical del teatro, The Belle of Bond Street con Gaby Deslys y Sam Bernard, que cerró después de un corto período de tiempo. Una reposición de la obra Trilby de George du Maurier se estrenó en el teatro en 1915. Más tarde ese año, el Shubert presentó su primer gran éxito: la opereta de Franz Lehár Alone at Last. Herbert J. Krapp, quien posteriormente diseñó numerosos teatros para la familia Shubert, diseñó un dosel en la fachada del Teatro Shubert en 1915.
El musical Love O' Mike de Jerome Kern, con Clifton Webb y Peggy Wood, se inauguró en el Shubert en 1917. La opereta Maytime de Sigmund Romberg se inauguró más tarde ese año, con Wood y Charles Purcell ; su éxito llevó a los Shubert a realizar simultáneamente la producción en el Teatro de la Calle 44. Esto fue seguido en 1918 por el drama The Copperhead con Lionel Barrymore, así como el musical de Rudolf Friml Sometime con Francine Larrimore, Mae West y Ed Wynn. Los musicales Good Morning Judge y The Magic Melody tuvieron presentaciones de varios meses en el Shubert en 1919, y Julia Marlowe y EH Sothern presentaron un programa de cuatro semanas de obras de Shakespeare ese mismo año.

### Años 1920 y 1930

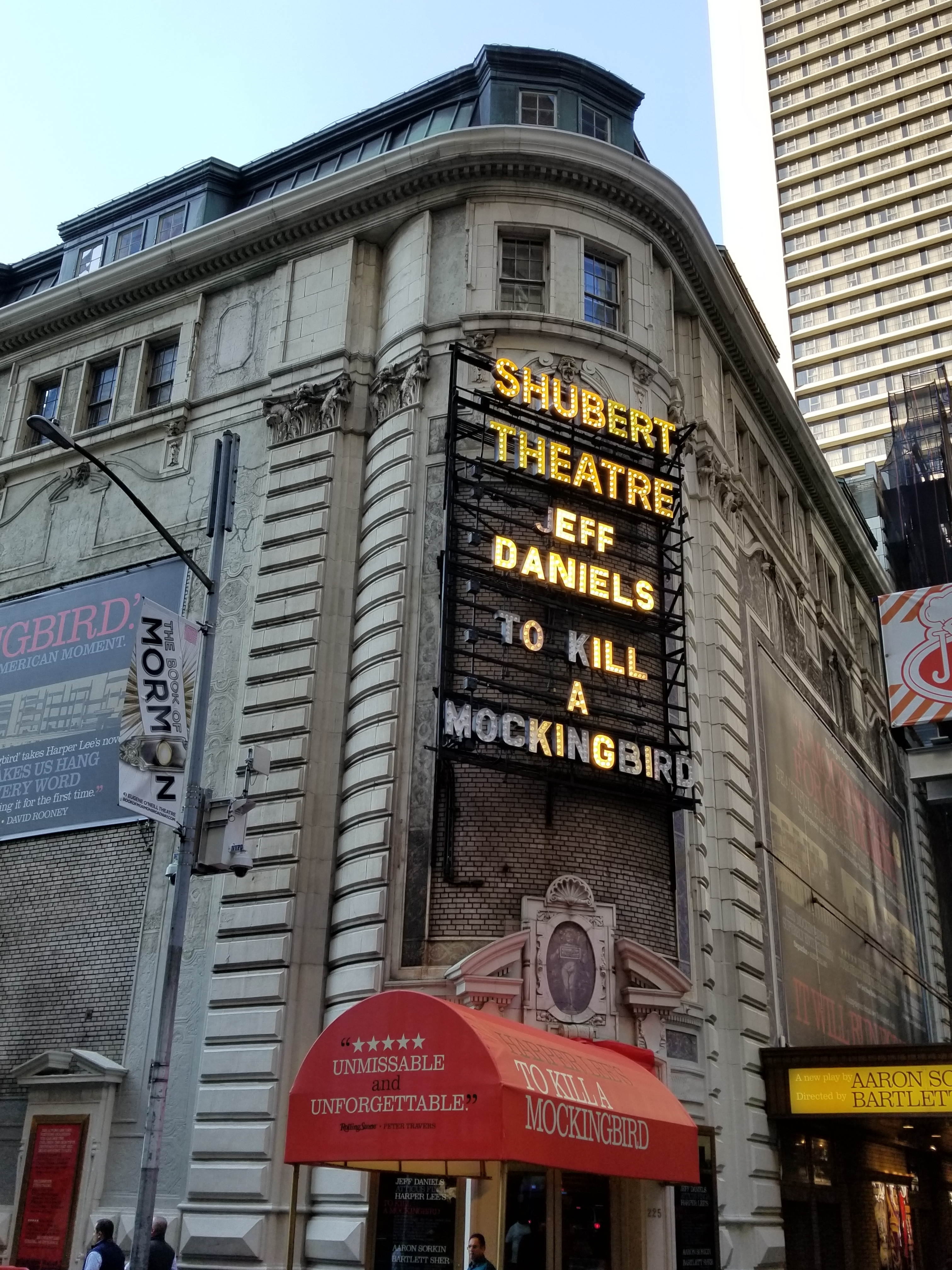
Esquina curva de la fachada.

El Shubert presentó el drama The Blue Flame con Theda Bara en 1920, seguido al año siguiente por la obra The Trial of Joan of Arc con Margaret Anglin. El Shubert también acogió varias revistas a mediados de la década de 1920, incluidas cuatro ediciones de Greenwich Village Follies y la edición de 1923 de Artists and Models. Además de estas revistas, el musical The Magnolia Lady con Ralph Forbes y Ruth Chatterton se estrenó en el Shubert en 1924, aunque tuvo una duración relativamente breve. La obra de Shakespeare Otelo con Walter Hampden se estrenó en el teatro en 1925, seguida el mismo año por la revista Gay Paree con Charles "Chic" Sale. A continuación, la opereta La condesa Maritza de Emmerich Kálmán se inauguró en el Shubert en 1926 y fue muy popular. Más éxitos llegaron en 1927 con el musical Yours Truly, con Leon Errol, y la revista Padlocks de 1927, con Texas Guinan y Lillian Roth.
La obra de Zoe Akins The Furies con Laurette Taylor fue un fracaso en 1928, y Ups-a-Daisy tuvo una breve presentación ese mismo año, con el entonces poco conocido actor Bob Hope en el elenco. La revista A Night in Venice y el musical The Street Singer se representaron al año siguiente. Posteriormente, la Chicago Civic Shakespeare Company de Fritz Leiber llegó al Shubert en 1930, presentando tres obras de repertorio. Walter Slezak tuvo su debut musical el mismo año en Meet My Sister. El musical Everybody's Welcome abrió al año siguiente con Ann Pennington, Ann Sothern, Oscar Shaw y Frances Williams; Sothern, entonces conocida como Harriette Lake, tuvo su debut musical en ese espectáculo. La revista Americana se inauguró en el teatro en 1932. Esto fue seguido al año siguiente por Gay Divorce, con Fred Astaire y Claire Luce; esta fue la última aparición de Astaire en un musical de Broadway.
Durante los siguientes años, Shubert presentó una serie de obras de teatro directas (a diferencia de los musicales). Entre estos se encontraba la obra Dodsworth de Sidney Howard, que se estrenó en febrero de 1934 y contó con la participación de Fay Bainter y Walter Huston ; el espectáculo tuvo una breve pausa a mediados de 1934 y continuó durante varios meses después. Esto fue seguido en 1936 por Idiot's Delight de Robert E. Sherwood, con la pareja teatral Alfred Lunt y Lynn Fontanne. La obra, el primer espectáculo en el Shubert en recibir el Premio Pulitzer de Drama, estuvo al aire durante un año. El siguiente fue The Masque of Kings de Maxwell Anderson, con Dudley Digges, Leo G. Carroll, Henry Hull y Margo, que se estrenó en 1937 y fue un fracaso. El mismo año, Shubert vio el musical Babes in Arms de Rodgers y Hart, así como la producción del Theatre Guild Amphitryon 38 con Lunt y Fontanne. El musical de Rodgers y Hart I Married an Angel se estrenó en 1938, con Vera Zorina. Al año siguiente, el Theatre Guild presentó la obra The Philadelphia Story en el Shubert, con Katharine Hepburn; salvó al gremio de la bancarrota y tuvo 417 funciones.

### Años 1940 y 1950
El Shubert Theatre acogió el musical de Rodgers y Hart Higher and Higher en 1940, que fue uno de los pocos fracasos de la asociación. Este fue seguido el mismo año por el musical de Guy Bolton Hold On to Your Hats, con Al Jolson y Martha Raye. El Shubert luego acogió una reposición de la obra de George Bernard Shaw El dilema del doctor en 1941, con Cornell y Raymond Massey. Una reposición de The Rivals de Richard Brinsley Sheridan se inauguró en 1942 con Mary Boland, Bobby Clark, Helen Ford y Walter Hampden; y el musical de Rodgers y Hart By Jupiter lanzado el mismo año con Ray Bolger. Posteriormente, el renacimiento de Otelo de Margaret Webster se inauguró en 1943 con José Ferrer, Uta Hagen y Paul Robeson. Las producciones de Shubert en 1944 incluyeron la obra Catherine Was Great con Mae West, así como la comedia musical Bloomer Girl de Harold Arlen y EY Harburg.
En enero de 1947, Shubert presentó el musical Sweethearts de Victor Herbert, con Bobby Clark y Marjorie Gateson, para 288 funciones. Esto fue seguido el mismo diciembre por una transferencia del musical High Button Shoes, con Nanette Fabray y Phil Silvers, que permaneció durante casi un año antes de transferirse nuevamente. La obra de Maxwell Anderson Ana de los mil días con Rex Harrison se estrenó en el Shubert a finales de 1948, y Lunt y Fontanne aparecieron al año siguiente en I Know My Love. En 1949, se instaló una placa que celebra los logros de los Shubert en la pared este del teatro. Posteriormente, la comedia musical de Cole Porter Kiss Me, Kate se mudó a Shubert en 1950, quedándose durante un año. El musical Paint Your Wagon de Lerner y Loewe se inauguró en el Shubert en 1951 y contó con la participación de James Barton en 289 funciones. A continuación, la obra de Shaw The Millionairess se inauguró en 1952 y contó con Katharine Hepburn y Cyril Ritchard.
El Shubert presentó la obra de Peter Ustinov The Love of Four Colonels en 1953 con Rex Harrison y Lilli Palmer. Durante los siguientes dos años, el teatro acogió el musical Can-Can de Porter. Esto fue seguido en 1955 por el musical Pipe Dream de Rodgers y Hammerstein, una de las empresas menos exitosas del equipo. A continuación, el Theatre Guild presentó el musical Bells Are Ringing de Betty Comden, Adolph Green y Jule Styne en 1956, con Judy Holliday y Sydney Chaplin ; funcionó durante dos años, reubicándose solo debido a un conflicto de reserva. Posteriormente, A Majority of One abrió en 1959 con Gertrude Berg y Cedric Hardwicke, y el musical de Bob Merrill Take Me Along abrió el mismo año.

### Años 1960 y 1980

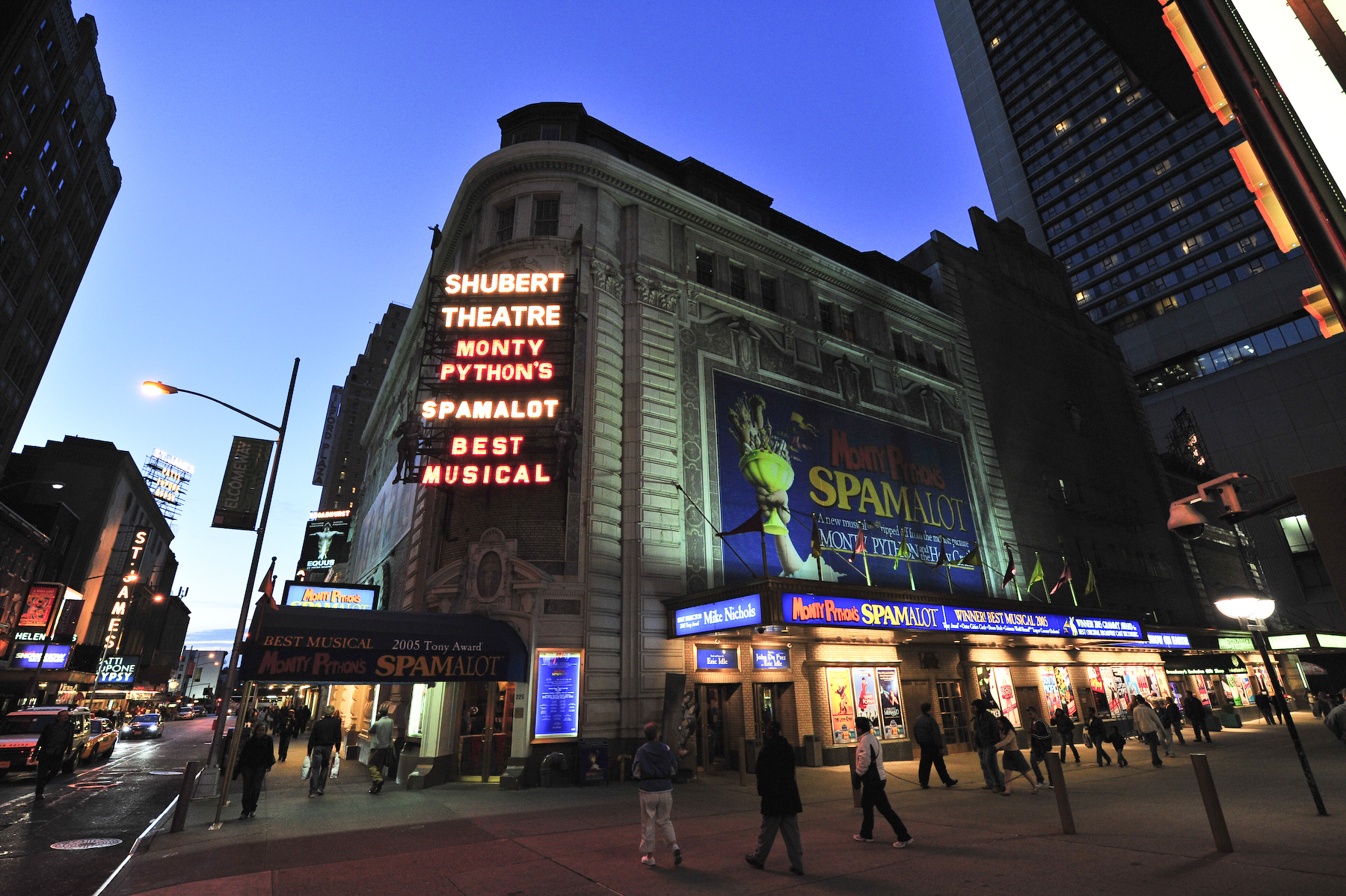
El teatro visto al anochecer

En 1962, Shubert presentó el musical I Can Get It for You Wholesale, que marcó tanto el primer espectáculo de Broadway de Barbra Streisand como el último gran musical de Broadway de Harold Rome. El mismo año, David Merrick produjo el musical Stop the World - I Want to Get Off de Anthony Newley y Leslie Bricusse en el Shubert. El siguiente fue el musical de Meredith Willson Here's Love, que se inauguró en 1963 con Janis Paige y Craig Stevens, pero no tuvo tanto éxito como los éxitos anteriores de Willson. También en 1963, para celebrar el 50.º aniversario del callejón Shubert, la familia Shubert incrustó una placa en una esquina del Teatro Shubert. Newley y Bricusse tuvieron otro éxito en el Shubert en 1965, The Roar of the Greasepaint - The Smell of the Crowd. Shubert presentó a continuación The Apple Tree de Jerry Bock y Sheldon Harnick, un conjunto de tres musicales en un acto, en 1966.
El Shubert acogió sus primeros premios Tony en 1967, una ocasión en la que el tramo circundante de la calle 44 se cubrió con moqueta. El teatro también fue sede de los Premios Tony de 1968. El musical Golden Rainbow, originalmente programado para estrenarse en Shubert en noviembre de 1967, se estrenó en febrero siguiente con Marilyn Cooper, Eydie Gormé y Steve Lawrence. El musical de Neil Simon Promises, Promises abrió ese diciembre con Jerry Orbach, estableciendo un récord de la casa con 1281 actuaciones durante los próximos tres años. A esto le siguió en 1973 el musical A Little Night Music de Hugh Wheeler y Stephen Sondheim, con Glynis Johns, Len Cariou y Hermione Gingold. Al año siguiente, Shubert presentó el musical Over Here! con dos hermanas Andrews, John Travolta y Treat Williams, así como los premios Tony de 1974.
La obra Seascape de Edward Albee se estrenó en el Shubert con Deborah Kerr y Barry Nelson en enero de 1975, seguida en abril por la obra de W. Somerset Maugham The Constant Wife con Ingrid Bergman. Joseph Papp y el Public Theatre trasladaron su producción del musical A Chorus Line del off-Broadway al Shubert Theatre en octubre de 1975. La reubicación del espectáculo aumentó la asistencia al teatro de Broadway de 6,6 millones a 7,3 millones de dólares en un año, y el musical en sí se mantuvo durante más de una década, ganando un Premio Pulitzer de Drama. Durante la ejecución de Chorus Line, Shubert acogió las ceremonias de los premios Tony en 1976, 1977, 1978, 1979, y 1985. Chorus Line se convirtió en el espectáculo de Broadway de mayor duración en 1983, y se convirtió en el primer espectáculo de Broadway con 5000 funciones en 1987. El Shubert organizó un servicio conmemorativo para el coreógrafo de Chorus Line, Michael Bennett, poco después de la presentación número 5000 del musical.
La Comisión de Preservación de Monumentos Históricos de la Ciudad de Nueva York (LPC) había comenzado a considerar la protección de Shubert como un hito en 1982, y las discusiones continuaron durante los siguientes años. El LPC designó la fachada y el interior de Shubert como hitos el 15 de diciembre de 1987. Esto fue parte del amplio esfuerzo de LPC en 1987 para otorgar un estatus histórico a los teatros de Broadway. La Junta de Estimaciones de la Ciudad de Nueva York ratificó las designaciones en marzo de 1988. La Organización Shubert, la Organización Nederlander y Jujamcyn demandaron colectivamente a la LPC en junio de 1988 para anular las designaciones históricas de 22 teatros, incluido el Shubert, por el mérito de que las designaciones limitaban severamente la medida en que los teatros podían modificarse. La demanda se elevó a la Corte Suprema de Nueva York y la Corte Suprema de los Estados Unidos, pero estas designaciones finalmente se confirmaron en 1992.

### De 1990 al presente
A principios de 1990, A Chorus Line ya no era rentable para Papp, y el espectáculo terminó ese abril después de 6137 funciones. El popular musical Buddy: The Buddy Holly Story del West End se reservó para el Shubert, y el teatro estuvo cerrado por reformas durante gran parte de 1990. The Buddy Holly Story se inauguró ese noviembre y tuvo 225 funciones, mucho menos que su aparición en el West End. El siguiente éxito en el Shubert fue el musical de George e Ira Gershwin Crazy for You, que se estrenó en febrero de 1992 y duró 1622 funciones hasta enero de 1996. Durante este tiempo, el teatro también organizó servicios conmemorativos para artistas como Helen Hayes en 1993 y Jessica Tandy en 1994. Luego, el teatro se renovó nuevamente por 3,7 millones de dólares, y se actualizaron sus sistemas técnicos. El siguiente fue el musical Big, que se estrenó en abril de 1996 y tuvo 192 representaciones. 
Una reposición del musical Chicago se trasladó al Shubert en febrero de 1997 y permaneció hasta enero de 2003, cuando el espectáculo se trasladó al Teatro Ambassador. Un homenaje al letrista Adolph Green se presentó en el teatro a fines de 2002, cerca del final de ' carrera de Chicago allí. El musical Gypsy de Jule Styne y Stephen Sondheim se inauguró en mayo de 2003, presentándose en el Shubert durante un año. Como parte de un acuerdo con el Departamento de Justicia de los Estados Unidos en 2003, los Shubert acordaron mejorar el acceso para discapacitados en sus 16 teatros emblemáticos de Broadway, incluido el Shubert. Esto fue seguido por un especial de baile, Forever Tango, en la segunda mitad de 2004. El siguiente éxito del teatro fue la comedia musical Spamalot, que se estrenó en 2005 y duró casi cuatro años. Fue sucedido por un renacimiento de tres meses de Blithe Spirit de Noel Coward en 2009. Otro espectáculo de larga duración se inauguró en el Shubert en octubre de 2009: el musical Memphis de David Bryan y Joe DiPietro, que duró 1166 funciones hasta 2012. Durante '' Memphis, se presentaron tres espectáculos de una noche cada uno: Brigadoon en 2010, Camelot en 2011 y Oliver! en 2012.
El éxito del West End de Tim Minchin, Matilda the Musical, se inauguró en el Shubert en abril de 2013 y tuvo 1554 funciones hasta principios de 2017. Posteriormente, Shubert organizó una reposición de Hello Dolly! con Bette Midler desde abril de 2017 hasta agosto de 2018. ¡Hola muñequita! logró el récord de taquilla para el Teatro Shubert, recaudando 2 403 482 dólares en ocho funciones durante la semana que finalizó el 22 de octubre de 2017. La obra de Aaron Sorkin To Kill a Mockingbird se estrenó en diciembre de 2018 y estuvo en cartel hasta el 12 de marzo de 2020, cuando el teatro estuvo cerrado debido a la pandemia de COVID-19. El Shubert reabrió el 5 de octubre de 2021 con To Kill A Mockingbird, que se mudó en enero de 2022. La próxima reserva de Shubert, una tirada limitada de la farsa POTUS, se estrenó en abril de 2022. Le seguirá el musical Some Like It Hot en diciembre de 2022. 

## Producciones escogidas
- 1913: Johnston Forbes-Robertson Repertory Company (ocho producciones únicas)[281]
- 1914: To-Night's the Night[282][280]
- 1915: Trilby[105][106]
- 1916: If I Were King[283][284]
- 1917: Love O' Mike[285][284]
- 1917: Eileen[286][284]
- 1917: Her Soldier Boy[287][284]
- 1917: Maytime[288][284]
- 1918: The Copperhead[289][284]
- 1918: Sometime[290][291]
- 1919: Shakespeare series (three unique productions)[292]
- 1920: The Blue Flame[293][291]
- 1920, 1921, 1922, 1924, 1926: Greenwich Village Follies[294]
- 1922: The Hotel Mouse[295][291]
- 1923: Blossom Time[296][297]
- 1923: Artists and Models[298][297]
- 1925: Otelo[299][297]
- 1925: Sky High[300][297]
- 1925: Beggar on Horseback[301][297]
- 1925: Princess Ida[302][297]
- 1926: Countess Maritza[303][127]
- 1927: And So To Bed[304][305]
- 1927: Harry Delmar's Revels[306][305]
- 1928: The Five O'Clock Girl[307]
- 1929: The Street Singer[308][309]
- 1930: Shakespeare series (nine unique productions)[310]
- 1930: Symphony in Two Flats[311][309]
- 1930: The Last Enemy[312][309]
- 1931: Peter Ibbetson[313][309]
- 1931: Everybody's Welcome[314][309]
- 1932: Smiling Faces[315][309]
- 1933: Gay Divorce[316][317]
- 1934: Dodsworth[318][317]
- 1935: Escape Me Never[319][317]
- 1935: Rosmersholm[320][317]
- 1936: Love on the Dole[321][322]
- 1936: Idiot's Delight[323][322]
- 1937: The Masque of Kings[324][322]
- 1937: Babes in Arms[325][322]
- 1937: Amphitryon 38[326][322]
- 1938: The Seagull[327][322]
- 1938: I Married an Angel[328][322]
- 1939: The Philadelphia Story[329][322]
- 1940: Higher and Higher[330][322]
- 1940: Hold On to Your Hats[331][322]
- 1941: The Doctor's Dilemma[332][333]
- 1941: Pal Joey[334][333]
- 1941: Candle in the Wind[335][333]
- 1942: The Rivals[336][333]
- 1942: Candida[337][333]
- 1942: By Jupiter[338][333]
- 1943: The Vagabond King[339][333]
- 1943: Otelo[168][340]
- 1944: Catherine Was Great[341][333]
- 1944: Bloomer Girl[342][333]
- 1946: Are You with It?[343][344]
- 1946: Park Avenue[345][344]
- 1947: Sweethearts[346][344]
- 1947: Under the Counter[347][344]
- 1947: The First Mrs. Fraser[348][344]
- 1947: High Button Shoes[349][344]
- 1948: Anne of the Thousand Days[350][344]
- 1949: Lend an Ear[351]
- 1949: I Know My Love[352][344]
- 1950: Kiss Me, Kate[353][344]
- 1951: Jose Greco Ballet[354][344]
- 1951: Paint Your Wagon[355][356]
- 1952: The Millionairess[357][356]
- 1953: The Love of Four Colonels[358][356]
- 1953: Can-Can[359][356]
- 1955: Gilbert and Sullivan (ocho producciones únicas)[360]
- 1955: Pipe Dream[361][356]
- 1956: Will Success Spoil Rock Hunter?[362]
- 1956: The Pajama Game[363]
- 1956: Bells Are Ringing[364][356]
- 1958: Whoop-Up[365][356]
- 1959: A Majority of One[366][356]
- 1959: Take Me Along[367][368]
- 1961: Bye Bye Birdie[369][368]
- 1961: The Gay Life[370][368]
- 1962: I Can Get It for You Wholesale[371][368]
- 1962: Stop the World – I Want to Get Off[372][368]
- 1963: Here's Love[373][368]
- 1964: Oliver![374][368]
- 1964: Bajour[375][368]
- 1965: The Roar of the Greasepaint – The Smell of the Crowd[376][368]
- 1965: Inadmissible Evidence[377]
- 1966: Ivanov[378]
- 1966: Wait Until Dark[379][380]
- 1966: The Apple Tree[202][381]
- 1968: Golden Rainbow[382][380]
- 1968: Promises, Promises[383][213]
- 1972: An Evening with Richard Nixon[384][380]
- 1972: The Creation of the World and Other Business[385][380]
- 1973: A Little Night Music[386][380]
- 1973: The Sunshine Boys[387]
- 1974: Over Here![388][380]
- 1975: Seascape[389][380]
- 1975: The Constant Wife[390][380]
- 1975: A Chorus Line[391]
- 1990: Buddy – The Buddy Holly Story[392]
- 1992: Crazy for You[393][394]
- 1996: Big[395][394]
- 1996: Chicago[253][254]
- 2003: Gypsy[396][257]
- 2005: Spamalot[397][256]
- 2005: A Wonderful Life[398][399]
- 2009: Blithe Spirit[400][266]
- 2009: Memphis[401][268]
- 2010: Brigadoon[402][399]
- 2011: Camelot[403][399]
- 2012: Oliver![404][399]
- 2013: Matilda the Musical[405][270]
- 2017: Hello, Dolly![406][272]
- 2018: To Kill a Mockingbird[407][274]
- 2022: POTUS[408][409]
- 2022: Some Like It Hot[410][411]